# Гюдеман, Мориц
Мориц Гюдеман (нем. Moritz Güdemann; 19 февраля 1835, Хильдесхайм — 5 августа 1918, Баден) — австрийский раввин и еврейский историк, писавший на немецком языке.

## Биография
Родился в 1835 г. в Гильдесгейме (Германия). В гимназии одновременно изучал Талмуд и раввинскую письменность. В 19 лет стал одним из первых слушателей открывшейся (1854) бреславльской семинарии, где проучился до 1862 года. В университете Бреслау занимался восточными языками и в 1854 году защитил докторскую диссертацию («Moslih ed-Dini Sa’dii consessuum tertius et quartus» и т. д., Лейпциг, 1861).
В 1862 году был назначен раввином в Магдебурге; в 1865 году коллегия представителей (Repräsentanten) берлинской общины избрала его в раввины, но старшины отклонили этот выбор ввиду, вероятно, умеренно-консервативного направления Гюдемана. Год спустя он был приглашён в Вену в качестве проповедника; в 1868 г. был назначен раввином, а в 1890-м — верховным раввином городской общины.

## Труды
Исследования Гюдемана посвящены, главным образом, истории развития еврейского воспитания и еврейской религии.
В своём трёхтомнике (1880—1888) он всесторонне освещает вопросы умственной деятельности средневековых евреев в различных её проявлениях, постановку воспитания, останавливаясь подробно на иешиботах и на воспитании еврейских женщин (этому вопросу отчасти посвящена его первая работа «Das Leben d. jüdischen Weibes», 1861), общинный быт, домашнюю и общественную жизнь в еврейских кварталах, сношения с неевреями, пути соприкосновения с нееврейскими культурными течениями и др. При этом Гюдеман обращает внимание на стороны материальной культуры, уделяя ценные заметки торгово-промышленной деятельности евреев и проливая свет на влияние внешних факторов мировой истории (крестовые походы и проч.) на социальное положение евреев. Гюдеман использовал богатейший печатный и рукописный материал, приложив ценные документы в особых примечаниях (Noten), в которых более подробно исследует отдельные места своего труда. Появление сочинения приветствовалось еврейскими учёными как крупный шаг вперёд в мало разработанной истории еврейской культуры.
Что же до вопросов о еврейской религии, а также о её отношении к христианской религии, — то этим Гюдеман заинтересовался в ранние годы своей научной деятельности. Первым его произведением в этой области является лекция «Jüdisches im Christentum des Reformationszeitalters» (1870).

### Издания
- 1861 — «Das Leben des jüdischen Weibes» — первая работа.
- 1870 — «Jüdisches im Christentum des Reformationszeitalters»
- 1873 — «Jüdisches Unterrichtswesen während der spanisch-arabischen Periode»
- 1876 — «Religionsgeschichtliche Studien»
- 1880 — «Geschichte des Erziehungswesens und der Cultur der abendländischen Juden» (3 т., 1880—1888; еврейский перевод Фридберга (A. Friedberg), с дополнениями и поправками Гюдемана, в 3 ч., Варшава, 1896—99):
  - первый том посвящён культурной истории евреев Франции и Германии от X до XIV в.,
  - второй — еврейской культуре в Италии,
  - третий — евреям Германии в XIV и XV вв.
- 1890 — «Nächstenliebe»
- 1894 — «Quellenschriften zur Geschichte des Unterrichts und der Erziehung bei den deutschen Juden», входящие в состав «Monumenta paedagogica Germaniae».
- 1902 — «Das Judentum in seinen Grundzügen dargestellt»
- 1903 — «Das Judenthum im neutestamentlichen Zeitalter in christlicher Darstellung»
- 1906 — «Jüdische Apologetik» — входит в ряд изданий общества «Gesellschaft zur Förderung der Wissenschaft des Judentums», существовавшего в 1903—1938 годы.